# Вагант-Москва
«Вагант-Москва» (с 1989 по 1996 год — «Вагант») — первоначально информационный бюллетень, отражавший работу музея В. С. Высоцкого. С 1996 по 2003 год — научно-популярный журнал, посвящённый одному человеку — Владимиру Семёновичу Высоцкому.
Журнал зарегистрирован в Госкомпечати РФ 18 ноября 1996 г. Рег.№ 015416.
Главный редактор и основатель — Сергей Несторович Зайцев (1946 — 2009).
Было выпущено 169 номеров самого журнала, 54 "Приложения к «Ваганту» и 121 книга серии "Библиотека «Ваганта».
Среди авторов книг "Библиотеки «Ваганта»: В. Высоцкий, О. Даль, А. Галич, В. Шукшин, Л. Енгибаров, Валерий Перевозчиков, Н. Матвеева, Ю. Алешковский, М. Львовский, С.Матвеенко,Л. Филатов, О. Митяев, А. Якушева, Татьяна Визбор, В. Берестов, Б. Заходер, И. Бестужев-Лада, Е. Весник, Г. Жжёнов, Н. Варлей, Е. Агранович, Ю. Ким, А. Городницкий, М. Задорнов, В. Качан и другие.
После выхода книг в "Библиотеке «Ваганта» несколько авторов стали членами Союза писателей. Н. Матвеева в 2002 году была удостоена Государственной премии Российской Федерации за поэтический сборник «Жасмин», вышедший в издательстве «Вагант-Москва».
Кроме издательской деятельности проводились вечера и встречи, посвящённые Владимиру Высоцкому, авторам, юбилеям «Ваганта». Вечера проводились в ЦДРИ, в Доме любителей книги, в Театре на Таганке, в редакции, в книжном магазине «Москва».